# 川島美津子
川島 美津子（かわしま みつこ、1958年〈昭和33年〉10月20日 - ）は、日本の女優。本名は同じ。
東京都出身。桐朋学園大学演劇科卒業。アイティ企画所属。

## 出演

### テレビドラマ
- ポーラテレビ小説・愛をひとつまみ[1]（1981年、TBS）
- ザ・ハングマンシリーズ （朝日放送・松竹）
  - ザ・ハングマン 第21話「替え玉合格の悪ガキは十三階段へ」（1981年） - 井口あさこ
  - ザ・ハングマンII 第23話「女帝と社長の色と欲! ニセ秘宝展を暴け」（1982年） - 小森幸枝
- ロマンス（1984年、NHK） - みどり 役
- 火曜サスペンス劇場（NTV）
  - 「松本清張スペシャル・夜光の階段」（1986年、松竹・『霧』企画）
  - 「松本清張スペシャル・捜査圏外の条件」（1989年、松竹・『霧』企画） - 神山みね子
  - 「松本清張スペシャル・影の地帯」（1993年、松竹・『霧』企画） - 川島秀子
  - 「松本清張スペシャル・喪失の儀礼」（1994年、松竹・『霧』企画）
  - 「娘という名の他人」（1994年5月31日） - 高木美奈子
- 傑作時代劇「おんなの密書・ボーナスは瓜一個」（1987年、テレビ朝日・東映）
- 誇りの報酬（1986年、NTV・東宝）
  - 第17話「頭脳プレーでホシを追え」 - 中西あやこ
  - 第32話「二人だけの非常線」 - 保育園保母
- あぶない刑事 第10話「激突」（1986年、NTV・セントラル・アーツ） - 宮内紘子（クラブ「倫敦」ホステス）
- 料理恋物語（1988年、TBS）
- 続続・三匹が斬る! 第4話「壺が割れ、正体見えた逃亡者」（1990年、テレビ朝日・東映） - おきぬ
- 長七郎江戸日記 第2シリーズ「泣くな!妹よ」（1989年、NTV・ユニオン映画）
- 神谷玄次郎捕物控（1990年、フジテレビ）
- 四匹の用心棒 (4) かかし半兵衛ひとり旅（1992年、テレビ朝日・東映） - お絹
- 新・三匹が斬る!（テレビ朝日・東映）
  - 第1話（SP）「懸賞首、三つ揃って夢道中」（1992年） - るい
  - 第21話「出雲崎、嘘を並べて唐丸破り」（1993年） - 千草
- はぐれ刑事純情派第14シリーズ 第23話（2001年、テレビ朝日・東映） - 山下玲子
- 土曜ワイド劇場（テレビ朝日）
  - 「混浴露天風呂連続殺人(10)・阿寒湖-摩周湖-知床」（1991年、ABC・テレパック）
  - 「森村誠一の終着駅」シリーズ（東映）
  - 「変装婦警の事件簿」（松竹）
  - 「再捜査刑事・片岡悠介(4)・死者が書き続ける!?」（2012年、レオナ企画） - 尾高美智子 役
- 水戸黄門第39部 第19話「酔いどれ侍 奮い立て・松江」（2009年、TBS）
- 新・刑事吉永誠一 第2話（2014年、テレビ東京） - 玉田貴代 役
- 記憶捜査〜新宿東署事件ファイル〜 第3シリーズ（2022年） ‐ 松山洋子 役

### 舞台
- 高橋英樹公演[1]
- 八代亜紀公演[1]
- 刺青[1]
- 蒼き狼[1]